# 센다이 공항
센다이 공항(일본어: 仙台空港, 영어: Sendai Airport, IATA: SDJ, ICAO: RJSS)은 일본 미야기현 나토리시와 이와누마시에 걸쳐 있는 국제공항으로 터미널 빌딩은 나토리시에 있으며 센다이시에서 약 14km 정도 떨어져 있다.

## 역사
센다이 공항은 1940년 일본제국 육군에서 쿠마가야 육군 비행학교 마스다분교 교육대 연습기지(熊谷陸軍飛行学校 増田分校教育隊練習基地)로 사용하기 위해 건설하면서 나토리 비행장, 마스다 비행장, 야토리 비행장 등의 이름으로 불리기도 했다.
1943년에는 미호 육군 비행학교(水戸陸軍飛行学校) 이전으로 인해 규모가 커지면서 센다이 육군 비행학교로 재편되었으나 이후 1945년 종전과 함께 미군이 접수했다가 11년 뒤인 1956년 다시 일본으로 반환되어 일본 방위성(당시 방위청)과 일본 국토교통성(당시 일본 운수성)에서 공동으로 관리 및 사용하게 되었다.
이듬해인 1957년에는 활주로가 1200m까지 연장된 이후 전일본공수(당시 일본 헬리콥터 수송)에서 도쿄 하네다 ~ 센다이 구간 첫 정기 노선에 취항한 뒤 1963년에는 전일본공수 802편 착륙실패 사고가 발생했으나 다행히 사망자는 발생하지 않았다.
1972년 2월 14일부터는 제트기가 취항하면서 B활주로를 2000m 급으로 연장하며 운용을 시작함과 동시에 육상 자위대의 항공학교가 육상 자위대 우츠노미야 비행장으로 이전한 뒤 1990년 4월 6일에는 대한민국의 항공사인 아시아나항공이 서울 ~ 센다이 노선에 첫 정기 국제선을 운항하면서 국제선 시대가 본격적으로 시작되었다.
그리고 1992년에는 B활주로를 2500m로 추가 연장했고 5년 뒤인 1997년에는 현재의 터미널이 새롭게 개항했는데 이 당시 터미널은 후일 활주로가 추가적으로 연장될 것을 고려하여 예전의 위치보다 조금 더 동쪽에 건설되었다.
2002년 12월 5일에는 공항 접근성 향상을 위해 센다이 공항철도 센다이 공항선 공사가 시작되었고 2007년 3월 18일 공사가 완료되어 센다이역 ~ 센다이 공항역 간 운행을 시작함과 동시에 2010년 3월 19일에는 공항 옥외 전망대 '스마일 테라스'가 개장했다.
2011년 3월 11일 동일본 대진재의 여파로 인한 쓰나미로 공항 운행이 전면 중단되기도 했으나 1개월 뒤인 4월 13일에 운용을 재개했고 3년 후인 2014년 4월 25일에는 일본 국토교통성의 민영화 방침이 발표되었다.
이후 공모를 거쳐 2015년 11월 2일에 특수목적법인인 센다이국제공항이 출범했고 같은 해 12월 1일에는 운영권 계약을 체결한 뒤 2016년 7월 1일부터는 운영권이 센다이국제공항으로 이관되면서 민영화가 본격적으로 이뤄졌다.

## 운항 노선

### 국제선[3]
| 항공사        | 목적지             |
| ------------- | ------------------ |
| 아시아나항공  | 서울(인천)         |
| 에바 항공     | 타이페이(타오위안) |
| 스타룩스 항공 | 타이페이(타오위안) |

### 국내선[4]
| 항공사            | 목적지                                                             |
| ----------------- | ------------------------------------------------------------------ |
| J-에어            | 삿포로(신치토세), 오사카(이타미), 후쿠오카                         |
| 전일본공수        | 삿포로(신치토세), 오사카(이타미), 오키나와(나하)                   |
| ANA 윙스          | 나고야(주부), 삿포로(신치토세), 오사카(이타미)                     |
| 스카이마크 항공   | 고베                                                               |
| 아이벡스 항공     | 나고야(주부), 삿포로(신치토세), 오사카(이타미), 후쿠오카, 히로시마 |
| 피치 항공         | 나고야(주부), 삿포로(신치토세), 오사카(간사이)                     |
| 후지드림 항공     | 이즈모                                                             |
| 홋카이도 국제항공 | 삿포로(신치토세)                                                   |

## 교통
- 센다이 공항역 - 센다이 공항철도 센다이 공항선

## 사건 및 사고

### 센다이 공항 침수
2011년 3월 11일 오후 2시 46분에 미야기현 앞바다에서 리히터규모 9.0의 초대형 지진이 발생했고 이 지진의 여파로 거대 지진 해일이 발생하면서 관제탑 일부와 활주로를 포함한 공항의 대부분의 시설이 침수되었다. 결국 지진 해일이 발생한지 얼마 되지 않은 오후 3시 6분에 폐쇄되었으며 이로 인해 더 이상 열리지 않을 뻔했으나 완벽한 복구를 거쳐 한달 뒤인 4월 13일에 운용을 재개하였다.